# Championnat du Mexique de football 1985
Navigation
Saison précédente Saison suivante
Le Tournoi Probe 1985 est la quarante-quatrième édition de la première division mexicaine.
En raison de l'organisation de la Coupe du monde 1986, la FEMEXFUT a annulé la saison 1985-86 et l'a remplacée par deux tournois, le Probe 1985 et le México 1986.
Lors de ce tournoi, le Club América a conservé son titre de champion du Mexique face aux dix-neuf meilleurs clubs mexicains.
Chacun des vingt clubs participant au championnat était confronté à deux reprises aux quatre autres équipes composant son groupe. Puis les deux meilleurs de chaque groupe se sont affrontés lors d'une phase finale à la fin du tournoi.
Seulement une place était qualificative pour la Coupe des champions de la CONCACAF.

## Les 20 clubs participants
| \| Mexico: Club América CF Atlante CD Cruz Azul Pumas UNAM Club Necaxa Guadalajara: CF Atlas Chivas de Guadalajara Universidad de Guadalajara ——Deportivo Neza Deportivo Irapuato UAG Tecos Atlético Potosino CF Monterrey Tigres UANL Atlético Morelia \ CF Puebla Ángeles de Puebla Deportivo Toluca FC Jaibos Tampico Madero FC León I Mexico Guadalajara \| Localisation des clubs engagés dans le championnat. |
| Mexico: Club América CF Atlante CD Cruz Azul Pumas UNAM Club Necaxa Guadalajara: CF Atlas Chivas de Guadalajara Universidad de Guadalajara ——Deportivo Neza Deportivo Irapuato UAG Tecos Atlético Potosino CF Monterrey Tigres UANL Atlético Morelia \ CF Puebla Ángeles de Puebla Deportivo Toluca FC Jaibos Tampico Madero FC León I Mexico Guadalajara                                                           |

| Club                       | Stade                         | Capacité | Ville                    |
| Club América               | Stade Azteca                  | 105 064  | Mexico                   |
| CF Atlante                 | Stade Azulgrana               | 35 161   | Mexico                   |
| CF Atlas                   | Stade Jalisco                 | 56 713   | Guadalajara              |
| CD Cruz Azul               | Stade Azteca                  | 105 064  | Mexico                   |
| UAG Tecos                  | Stade Tres de Marzo           | 22 000   | Zapopan                  |
| Chivas de Guadalajara      | Stade Jalisco                 | 56 713   | Guadalajara              |
| Universidad de Guadalajara | Stade Jalisco                 | 56 713   | Guadalajara              |
| Deportivo Irapuato         | Estadio Irapuato              | 24 000   | Irapuato                 |
| FC León                    | Stade Nou Camp                | 30 000   | León                     |
| CF Monterrey               | Stade Tecnológico             | 33 485   | Monterrey                |
| Atlético Morelia           | Stade Venustiano Carranza     | 22 000   | Morelia                  |
| Club Necaxa                | Stade Azteca                  | 105 064  | Mexico                   |
| Deportivo Neza (en)        | Stade Neza 86                 | 28 000   | Nezahualcóyotl           |
| Atlético Potosino (es)     | Stade Plan de San Luis Potosí | 20 000   | San Luis Potosí          |
| CF Puebla                  | Stade Cuauhtémoc              | 42 648   | Puebla                   |
| Ángeles de Puebla (en)     | Stade Cuauhtémoc              | 42 648   | Puebla                   |
| Pumas UNAM                 | Stade Olímpico Universitario  | 62 214   | Mexico                   |
| Jaibos Tampico Madero      | Stade Tamaulipas              | 25 000   | Tampico                  |
| Tigres UANL                | Stade Universitario           | 42 000   | San Nicolás de los Garza |
| Club Toluca                | Stade Nemesio Díez            | 27 000   | Toluca                   |

## Compétition
La compétition s'est déroulée de la façon suivante :
- La phase de qualification : dix journées de championnat pour les vingt équipes réparties en quatre groupes de cinq.
- La phase finale : des confrontations aller-retour allant des quarts de finale à la finale.

### Phase de qualification
Lors de la phase de qualification les vingt équipes affrontent à deux reprises les quatre autres équipes de leur groupe selon un calendrier tiré aléatoirement.
Les équipes sont divisées en quatre groupes de neuf, les deux meilleures équipes de chaque groupe sont directement qualifiées pour la phase finale. 
Le classement est établi sur l'ancien barème de points (victoire à 2 points, match nul à 1, défaite à 0).
Le départage final se fait selon les critères suivants :
- Le nombre de points.
- La différence de buts générale.
- La différence de buts particulière.
- Le nombre de buts marqué à l'extérieur.
- Le tirage au sort.

#### Classements
| Rang | Équipe                | Pts | J | G | N | P | Bp | Bc | Diff |
| ---- | --------------------- | --- | - | - | - | - | -- | -- | ---- |
| 1    | Jaibos Tampico Madero | 10  | 8 | 5 | 0 | 3 | 21 | 12 | +9   |
| 2    | Atlético Morelia      | 8   | 8 | 4 | 0 | 4 | 16 | 10 | +6   |
| 3    | Club Toluca           | 8   | 8 | 3 | 2 | 3 | 8  | 12 | -4   |
| 4    | Pumas UNAM            | 7   | 8 | 3 | 1 | 4 | 11 | 15 | -4   |
| 5    | FC León               | 7   | 8 | 2 | 3 | 3 | 8  | 15 | -7   |

| Rang | Équipe                     | Pts | J | G | N | P | Bp | Bc | Diff |
| ---- | -------------------------- | --- | - | - | - | - | -- | -- | ---- |
| 1    | CF Puebla                  | 13  | 8 | 5 | 3 | 0 | 21 | 8  | +13  |
| 2    | Universidad de Guadalajara | 10  | 8 | 3 | 4 | 1 | 13 | 10 | +3   |
| 3    | Deportivo Neza (en)        | 7   | 8 | 2 | 3 | 3 | 12 | 18 | -6   |
| 4    | CF Atlas                   | 5   | 8 | 2 | 1 | 5 | 11 | 11 | 0    |
| 5    | CF Monterrey               | 5   | 8 | 1 | 3 | 4 | 10 | 20 | -10  |

| Légende : Qualifications et relégations | Légende : Qualifications et relégations                  |
| --------------------------------------- | -------------------------------------------------------- |
|                                         | Coupe des champions 1987 (3e tour de qualification)      |
|                                         | Qualifié pour la "Liguilla"                              |
|                                         | (T) : Tenant du titre (P) : Promu de la saison 1984-1985 |

| Rang | Équipe                 | Pts | J | G | N | P | Bp | Bc | Diff |
| ---- | ---------------------- | --- | - | - | - | - | -- | -- | ---- |
| 1    | CF Atlante             | 11  | 8 | 4 | 3 | 1 | 11 | 7  | +4   |
| 2    | CD Cruz Azul           | 11  | 8 | 4 | 3 | 1 | 7  | 4  | +3   |
| 3    | UAG Tecos              | 7   | 8 | 2 | 3 | 3 | 8  | 7  | +1   |
| 4    | Club Necaxa            | 7   | 8 | 2 | 3 | 3 | 6  | 8  | -2   |
| 5    | Atlético Potosino (es) | 4   | 8 | 0 | 4 | 4 | 5  | 11 | -6   |

| Rang | Équipe                 | Pts | J | G | N | P | Bp | Bc | Diff |
| ---- | ---------------------- | --- | - | - | - | - | -- | -- | ---- |
| 1    | Club América (T)       | 12  | 8 | 5 | 2 | 1 | 17 | 8  | +9   |
| 2    | Chivas de Guadalajara  | 10  | 8 | 4 | 2 | 2 | 12 | 10 | +2   |
| 3    | Ángeles de Puebla (en) | 9   | 8 | 3 | 3 | 2 | 13 | 13 | 0    |
| 4    | Deportivo Irapuato (P) | 4   | 8 | 1 | 3 | 4 | 8  | 14 | -6   |
| 5    | Tigres UANL            | 4   | 8 | 1 | 2 | 5 | 8  | 13 | -5   |

#### Matchs
| Résultats (▼dom., ►ext.)                                   | Mor | Pie | Tam | Tol | Pum |
| Atlético Morelia                                           |     | 4-0 | 5-2 | 0-1 | 3-1 |
| Reboceros de La Piedad (en)                                | 2-1 |     | 0-2 | 1-1 | 3-0 |
| Jaibos Tampico Madero                                      | 1-2 | 5-0 |     | 4-1 | 4-1 |
| Club Toluca                                                | 1-0 | 2-2 | 0-1 |     | 2-1 |
| Pumas UNAM                                                 | 2-1 | 0-0 | 3-2 | 3-0 |     |
| - Victoire à domicile - Match nul - Victoire à l'extérieur |     |     |     |     |     |

| Résultats (▼dom., ►ext.)                                   | Atls | Nez | Mon | Pue | Gua |
| CF Atlas                                                   |      | 2-1 | 4-0 | 0-1 | 0-0 |
| Deportivo Neza (en)                                        | 1-0  |     | 1-1 | 1-5 | 1-1 |
| CF Monterrey                                               | 3-2  | 2-3 |     | 2-2 | 1-1 |
| CF Puebla                                                  | 1-0  | 3-3 | 5-1 |     | 3-0 |
| Universidad de Guadalajara                                 | 4-3  | 4-1 | 2-0 | 1-1 |     |
| - Victoire à domicile - Match nul - Victoire à l'extérieur |      |     |     |     |     |

| Résultats (▼dom., ►ext.)                                   | Atlt | Pot | Azu | Nec | Tec |
| CF Atlante                                                 |      | 2-0 | 0-0 | 3-2 | 3-2 |
| Atlético Potosino (es)                                     | 1-1  |     | 1-2 | 1-2 | 1-1 |
| CD Cruz Azul                                               | 1-0  | 1-1 |     | 1-0 | 1-0 |
| Club Necaxa                                                | 0-0  | 0-0 | 2-1 |     | 0-0 |
| UAG Tecos                                                  | 1-2  | 2-0 | 0-0 | 2-0 |     |
| - Victoire à domicile - Match nul - Victoire à l'extérieur |      |     |     |     |     |

| Résultats (▼dom., ►ext.)                                   | Amé | Ang | Chi | Ira | Tig |
| Club América                                               |     | 4-1 | 1-0 | 5-1 | 2-1 |
| Ángeles de Puebla (en)                                     | 2-2 |     | 0-0 | 2-1 | 2-1 |
| Chivas de Guadalajara                                      | 3-1 | 2-1 |     | 0-2 | 2-2 |
| Deportivo Irapuato                                         | 0-0 | 2-2 | 2-3 |     | 0-0 |
| Tigres UANL                                                | 0-2 | 1-3 | 1-2 | 2-0 |     |
| - Victoire à domicile - Match nul - Victoire à l'extérieur |     |     |     |     |     |

### La "Liguilla"
Les huit équipes qualifiées sont réparties dans le tableau final d'après leur classement, le premier affrontant le deuxième d'un autre groupe.
En cas d'égalité sur la somme des deux confrontations, des prolongations puis une séance de tirs au but ont lieu.

#### Tableau
|  |                            |                       |                       |               |               |      |   |            |            |            |            |              |      |   |        |        |        |        |        |  |  |
|  | 1/4 de finale              | 1/4 de finale         | 1/4 de finale         | 1/4 de finale | 1/4 de finale |      |   | 1/2 finale | 1/2 finale | 1/2 finale | 1/2 finale | 1/2 finale   |      |   | Finale | Finale | Finale | Finale | Finale |  |  |
|  |                            |                       |                       |               |               |      |   |            |            |            |            |              |      |   |        |        |        |        |        |  |  |
|  |                            |                       |                       |               |               |      |   |            |            |            |            |              |      |   |        |        |        |        |        |  |  |
|  | Club América               | (D1)                  | 2                     | 2             |               |      |   |            |            |            |            |              |      |   |        |        |        |        |        |  |  |
|  | Club América               | (D1)                  | 2                     | 2             |               |      |   |            |            |            |            |              |      |   |        |        |        |        |        |  |  |
|  | Universidad de Guadalajara | (B2)                  | 1                     | 0             |               |      |   |            |            |            |            |              |      |   |        |        |        |        |        |  |  |
|  | Universidad de Guadalajara | (B2)                  | 1                     | 0             | Club América  | (D1) | 2 | 3          |            |            |            |              |      |   |        |        |        |        |        |  |  |
|  |                            |                       |                       |               |               | (D1) | 2 | 3          |            |            |            |              |      |   |        |        |        |        |        |  |  |
|  |                            |                       | CF Atlante            | (C1)          | 2             | 1    |   |            |            |            |            |              |      |   |        |        |        |        |        |  |  |
|  | CF Atlante                 | (C1)                  | CF Atlante            | (C1)          | 2             | 1    | 3 | 3          |            |            |            |              |      |   |        |        |        |        |        |  |  |
|  | CF Atlante                 | (C1)                  |                       |               |               |      |   |            |            |            |            |              |      |   |        |        |        |        |        |  |  |
|  | Atlético Morelia           | (A2)                  | 0                     | 0             |               |      |   |            |            |            |            |              |      |   |        |        |        |        |        |  |  |
|  | Atlético Morelia           | (A2)                  | 0                     | 0             |               |      |   |            |            |            |            | Club América | (D1) | 1 | 4      |        |        |        |        |  |  |
|  |                            |                       |                       |               |               |      |   |            |            |            |            | Club América | (D1) | 1 | 4      |        |        |        |        |  |  |
|  |                            | Jaibos Tampico Madero | (A1)                  | 4             | 0             |      |   |            |            |            |            |              |      |   |        |        |        |        |        |  |  |
|  | CF Puebla                  | Jaibos Tampico Madero | (A1)                  | 4             | 0             | (B1) | 0 | 1          |            |            |            |              |      |   |        |        |        |        |        |  |  |
|  | CF Puebla                  |                       |                       |               |               |      | 0 | 1          |            |            |            |              |      |   |        |        |        |        |        |  |  |
|  | Chivas de Guadalajara      | (D2)                  | 0                     | 0             |               |      |   |            |            |            |            |              |      |   |        |        |        |        |        |  |  |
|  | Chivas de Guadalajara      | (D2)                  | 0                     | 0             | CF Puebla     | (B1) | 2 | 2          |            |            |            |              |      |   |        |        |        |        |        |  |  |
|  |                            |                       |                       |               |               | (B1) | 2 | 2          |            |            |            |              |      |   |        |        |        |        |        |  |  |
|  |                            |                       | Jaibos Tampico Madero | (A1)          | 4             | 1    |   |            |            |            |            |              |      |   |        |        |        |        |        |  |  |
|  | Jaibos Tampico Madero      | (A1)                  | Jaibos Tampico Madero | (A1)          | 4             | 1    | 2 | 2          |            |            |            |              |      |   |        |        |        |        |        |  |  |
|  | Jaibos Tampico Madero      | (A1)                  |                       |               |               |      | 2 | 2          |            |            |            |              |      |   |        |        |        |        |        |  |  |
|  | CD Cruz Azul               | (C2)                  | 1                     | 1             |               |      |   |            |            |            |            |              |      |   |        |        |        |        |        |  |  |
|  | CD Cruz Azul               | (C2)                  | 1                     | 1             |               |      |   |            |            |            |            |              |      |   |        |        |        |        |        |  |  |

#### Quarts de finale
| Club                  | Aller | Retour | Club                       | Commentaire |
| Club América          | 2-1   | 2-0    | Universidad de Guadalajara |             |
| CF Atlante            | 3-0   | 3-0    | Atlético Morelia           |             |
| CF Puebla             | 0-0   | 1-0    | Chivas de Guadalajara      |             |
| Jaibos Tampico Madero | 2-1   | 2-1    | CD Cruz Azul               |             |

#### Demi-finales
| Club         | Aller | Retour | Club                  | Commentaire |
| Club América | 2-2   | 3-1    | CF Atlante            |             |
| CF Puebla    | 2-4   | 2-1    | Jaibos Tampico Madero |             |

#### Finale
| Match aller | Jaibos Tampico Madero                                                                         | 4:1   | Club América         | Stade Tamaulipas |  |
| 3 octobre   | José Luis Aldrete 29e · Sergio Lira 60e (pen.) · Francisco Fernández 78e · César Santiago 81e | (1:0) | Cristóbal Ortega 46e |                  |  |

| Match retour | Club América                                                                                | 4:0(a.p.) | Jaibos Tampico Madero | Stade Azteca |  |
| 6 octobre    | Ricardo Peláez 54e · Eduardo Bacas 57e (pen.) · Ramón Ireta 80e · Eduardo Bacas 119e (pen.) | (0:0)     |                       |              |  |

## Bilan du tournoi
| Tableau d'Honneur |              |
| Compétition       | Vainqueur    |
| Tournoi Probe 85  | Club América |

| Qualifications continentales 1986-1987 |              |
| Coupe des champions                    | Qualifiés    |
| 3e Tour de qualification               | Club América |